# NGC 4753
NGC 4753 est une galaxie lenticulaire située dans la constellation de la Vierge. Sa vitesse par rapport au fond diffus cosmologique est de 1 497 ± 24 km/s, ce qui correspond à une distance de Hubble de 22,1 ± 1,6 Mpc (∼72,1 millions d'al). NGC 4753 a été découverte par l'astronome germano-britannique William Herschel en 1784.
NGC 4753 a été utilisée par Gérard de Vaucouleurs comme une galaxie de type morphologique I0 ou S0- pec dans son atlas des galaxies,.
NGC 4753 présente une large raie HI.
À ce jour, 14 mesures non basées sur le décalage vers le rouge (redshift) donnent une distance de 18,380 ± 4,775 Mpc (∼59,9 millions d'al), ce qui est à l'intérieur des valeurs de la distance de Hubble. Cependant, cette galaxie, comme plusieurs de l'amas de la Vierge, est relativement rapprochée du Groupe local et on obtient souvent une distance de Hubble très différente en raison de leur mouvement propre dans le groupe où l'amas où elles sont situées. Notons que c'est avec la valeur moyenne des mesures indépendantes, lorsqu'elles existent, que la base de données NASA/IPAC calcule le diamètre d'une galaxie.

## Supernova
Deux supernovas ont été découvertes dans NGC 4753 : SN 1965I et SN 1983G.

## SN 1965I
Cette supernova a été découverte le 18 juin 1965 par l'astronome italien Leonida Rosino. Cette supernova était de type Ia.

## SN 1983G
Cette supernova a été découverte indépendamment le 4 avril 1983 par l'astronome japonais Kiyomi Okazaki et par l'astronome amateur australien Robert Evans. Cette supernova était de type Ia.

## Groupe de NGC 4753, de M60 et l'amas de la Vierge
NGC 4753 est membre d'un groupe de galaxies qui porte son nom. Le groupe de NGC 4753 comprend au moins 15 galaxies. Les autres galaxies du groupe sont NGC 4643, NGC 4713, NGC 4771, NGC 4808, NGC 4845, NGC 4900, NGC 4904, UGC 7824, UGC 7982, UGC 8041, UGC 8048, UGC 8074, UGC 8105 et UGC 8127.
D'autre part, sept galaxies du groupe de NGC 4753 (NGC 4643, NGC 4713, NGC 4771, NGC 4808 et NGC 4845 et NGC 4900) apparaissent aussi dans une liste de 227 galaxies d'un article publié par Abraham Mahtessian en 1998, mais NGC 4753 n'y est pas. La liste de Mahtessian comporte plus de 200 galaxies du New General Catalogue et une quinzaine de galaxies de l'Index Catalogue. On retrouve dans cette liste 11 galaxies du Catalogue de Messier, soit M49, M58, M60, M61, M84, M85, M87, M88, M91, M99 et M100.
Toutes les galaxies de la liste de Mahtessian ne constituent pas réellement un groupe de galaxies. Ce sont plutôt plusieurs groupes de galaxies qui font tous partie d'un amas galactique, l'amas de la Vierge. Pour éviter la confusion avec l'amas de la Vierge, on peut donner le nom de groupe de M60 à cet ensemble de galaxies, car c'est l'une des plus brillantes de la liste. L'amas de la Vierge est en effet beaucoup plus vaste et compterait environ 1300 galaxies, et possiblement plus de 2000, situées au cœur du superamas de la Vierge, dont fait partie le Groupe local,.
De nombreuses galaxies de la liste de Mahtessian se retrouvent dans onze groupes décrits dans un article d'A.M. Garcia, soit le groupe de NGC 4123 (7 galaxies), le groupe de NGC 4261 (13 galaxies), le groupe de NGC 4235 (29 galaxies), le groupe de M88 (13 galaxies, M88 = NGC 4501), le groupe de NGC 4461 (9 galaxies), le groupe de M61 (32 galaxies, M61 = NGC 4303), le groupe de NGC 4442 (13 galaxies), le groupe de M87 (96 galaxies, M87 = NGC 4486), le groupe de M49 (127 galaxies, M49 = NGC 4472), le groupe de NGC 4535 (14 galaxies) et le groupe de NGC 4753 (15 galaxies). Ces onze groupes font partie de l'amas de la Vierge et ils renferment 396 galaxies. Certaines galaxies de la liste de Mahtessian ne figurent cependant dans aucun des groupes de Garcia et vice versa.